# Colias sieversi
Colias sieversi är en fjärilsart som beskrevs av Grum-grshimailo 1887. Colias sieversi ingår i släktet Colias och familjen vitfjärilar. Inga underarter finns listade i Catalogue of Life.